# Lewon Hajrapetian
Lewon Sosi Hajrapetian (orm. Լևոն Սոսի Հայրապետյան, ur. 17 kwietnia 1989 w Erywaniu) – ormiański piłkarz występujący na pozycji obrońcy lub pomocnika, reprezentant Armenii w latach 2011–2017.

## Kariera klubowa
Jest wychowankiem akademii piłkarskiej niemieckiego klubu Hamburger SV, którego zawodnikiem był do 2010 roku. Największe sukcesy odniósł jako gracz Piunika Erywań, z którym wywalczył dwukrotnie mistrzostwo Armenii (2010 i 2014/15), dwukrotnie krajowy puchar (2010 i 2014/15) oraz Superpuchar Armenii (2015).

## Kariera reprezentacyjna
9 lutego 2011 zadebiutował w reprezentacji Armenii w przegranym 1:2 meczu towarzyskim z Gruzją w Limassol. W maju 2014 roku strzelił jedyną bramkę dla zespołu narodowego w meczu przeciwko Zjednoczonym Emiratom Arabskim, wygranym 4:3. Ogółem w latach 2011–2017 zaliczył w reprezentacji 40 występów, zdobył 1 gola.

## Życie prywatne
Syn Sosa Hajrapetiana, brązowego medalisty Igrzysk Olimpijskich 1980 w hokeju na trawie. Posiada obywatelstwo Armenii i Niemiec.

### Bramki w reprezentacji
| LP | Data         | Miejsce                         | Przeciwnik                   | Bramka | Rezultat | Ranga meczu     |
| -- | ------------ | ------------------------------- | ---------------------------- | ------ | -------- | --------------- |
| 1. | 27 maja 2014 | Stade de la Fontenette, Carouge | Zjednoczone Emiraty Arabskie | 1:0    | 4:3      | Mecz towarzyski |

## Sukcesy
Piunik Erywań
- mistrzostwo Armenii: 2010, 2014/15
- Puchar Armenii: 2010, 2014/15
- Superpuchar Armenii: 2015

Alaszkert Erywań
- Puchar Armenii: 2018/19